# Kuskulija
Kukuslija (macedónul: Кушкулија) település Észak-Macedóniában, a Délkeleti körzetben, a Vaszilevói járásban.

## Népesség
- 2002-ben lakatlan település, korábban törökök lakták.